# John Moore-Brabazon
John Theodore Cuthbert Moore-Brabazon, né à Londres le 8 février 1884 et mort à Longcross dans le Surrey le 17 mai 1964, 1er baron Brabazon de Tara, est un pionnier de l'aviation et un homme politique anglais membre du parti conservateur, devenu également un skipper expérimenté.

## Biographie
Étudiant au Trinity College (Cambridge), il travailla en été comme mécanicien bénévole pour Charles Rolls, et fit ensuite un apprentissage à Paris chez le constructeur français Darracq.
Il pilota également parfois des voitures de course, remportant en 1907 à l'âge de 23 ans le Circuit des Ardennes (Formule Kaiser), sur une Minerva à Bastogne (le 25 juin).
En 1908, l'aviateur prend part à la Coupe Michelin, récompensant le plus long vol, mais sans succès, sa dernière tentative se soldant par l'explosion de son réservoir à carburant le 31 décembre 1908. Henry Farman qui réalisait lui aussi une tentative ce même jour sera aussi malchanceux et c'est finalement le pilote Wright qui remportera la mise de 20 000 francs.

En 1909, Brabazon veut s'attaquer à la traversée de la Manche et enregistre lors de ses essais préparatifs des vols de 1500 et 2000 mètres, le 18 janvier 1909 au camp de Châlons.
Il fait partie de la délégation britannique aux Jeux olympiques d'hiver de 1928 à Saint-Moritz, et figure parmi les favoris pour l'épreuve de skeleton. Il chute toutefois à l'entraînement deux jours avant l'épreuve, se brise plusieurs côtes et se blesse assez grièvement au visage, le contraignant à renoncer. Son compatriote David Carnegie, le comte de Northesk, remporte la médaille de bronze.
Il fut reconnu en 1929 par le Royal Aero Club comme étant le premier aviateur anglais, pour un vol de 460 m réalisé le 2 mai 1909 devant la presse.
Au cours de la Deuxième guerre mondiale, le gouvernement britannique avait décidé de consacrer toute l'industrie aéronautique du royaume à la production de guerre, et de copier les modèles américains pour l'aviation civile ; conscient toutefois que cette politique industrielle mettrait le pays à la traîne à la fin des hostilités, le gouvernement Churchill chargea en 1943 John Moore-Brabazon de présider une commission pour l'inventaire des besoins civils du Commonwealth d'Après-guerre.
Cette « Commission Brabazon » remit un rapport suggérant la fabrication de quatre types d'appareils (sur cinq mis à l'étude). Le Type I était un long-courrier transatlantique de grande taille, le Type II un cargo, le Type III un moyen-courrier destiné aux escales entre les diverses cités de l'Empire britannique, et le Type IV un avion à réaction atteignant une vitesse de croisière de 800 km/h. Le rapport insistait sur l'importance industrielle des Type I et IV, ce dernier modèle pouvant donner à l'industrie britannique une avance dans la propulsion par réaction.

## Distinctions
- Commandeur de la Légion d'honneur
- Croix militaire